# Tālār Posht
Tālār Posht (persiska: طالار پُشت, Ţālār Posht, تالار پشت) är en ort i Iran.   Den ligger i provinsen Mazandaran, i den norra delen av landet, 160 km nordost om huvudstaden Teheran. Antalet invånare är 406.
Terrängen runt Tālār Posht är platt. Runt Tālār Posht är det tätbefolkat, med 790 invånare per kvadratkilometer. Närmaste större samhälle är Babol, 10,7 km väster om Tālār Posht. Trakten runt Tālār Posht består till största delen av jordbruksmark.